# Giovanni il diacono
Giovanni il diacono (fl. 768-770) è stato uno storico egizio monofisita, la cui Vita del Patriarca Michele, finita di scrivere intorno al 768-70, è la fonte principale per la Nubia cristiana nella prima metà dell'VIII secolo.
Il suo libro, scritto in copto, è stato successivamente tradotto in arabo e inserito come seconda parte della Storia dei patriarchi di Alessandria.
Giovanni fu un discepolo spirituale del vescovo Mosè di Awsim, uno dei più venerati uomini di Chiesa copta della sua epoca.
Lo storico Severus Ibn al-Muqaffa ha usato molto la Vita di Giovanni, e sebbene Giovanni sia una delle pochissime fonti di quell'epoca, non sempre è affidabile. Per esempio, riporta un'invasione nubiana dell'Egitto che è arrivata fino a Fustat nel 745, dopo che gli egiziani si rifiutarono di liberare Michele I di Alessandria, Patriarca di Alessandria. Questo evento sembra essere una fusione della effettiva invasione dell'Alto Egitto e dell'imprigionamento e liberazione del patriarca, fatto coincidere con un periodo noto di rivolte copte e conseguente persecuzione sotto l'istigazione del Califfo Marwan II. Giovanni è l'unica fonte che descrive le lotte dinastiche che seguirono la morte nel 730 di Mercurio di Makuria, al quale si riferisce come al "nuovo Costantino". Giovanni è la prima fonte a menzionare tredici re reggenti della Nubia sotto l'alto re Kyriakos a Dongola. Giovanni è anche una delle prime fonti sulla tratta araba degli schiavi.